# Důl Bełchatów
Důl Bełchatów je povrchový hnědouhelný důl, který se nachází v gmině Kleszczów v okrese Bełchatów v Lodžském vojvodství. Je největším povrchovým dolem v Polsku a zásobuje přilehlou elektrárnu Bełchatów.
V důsledku výstavby dolu a následné těžby hnědého uhlí zanikla sídla Aleksandrów, Faustynów, Kuców a Wola Grzymalina.

### Externí odkazy

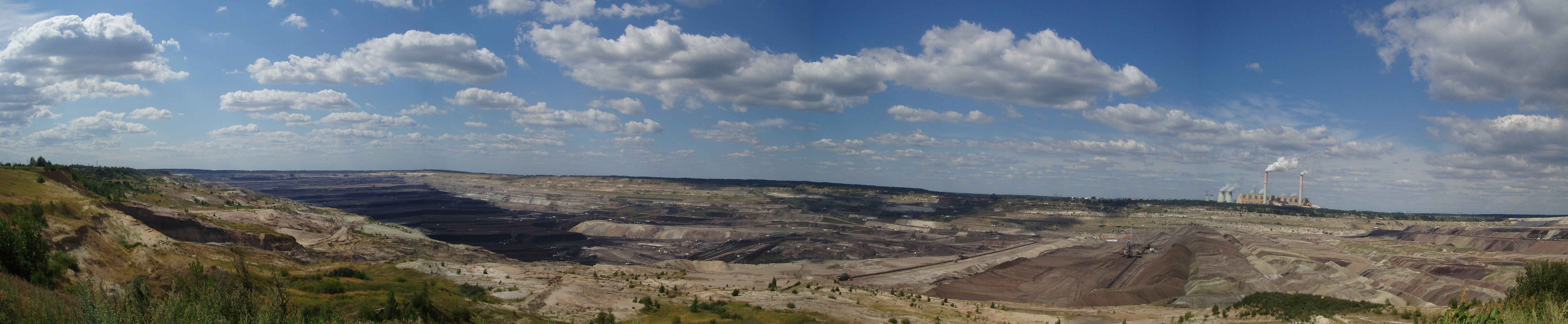
Panorama hnědouhelného dolu Bełchatów